# 2019年亞足聯亞洲盃決賽
2019年亚足联亚洲杯决赛是决出2019年亚足联亚洲杯冠军的足球比赛。赛事于2019年2月1日在阿联酋阿布扎比薩耶德體育城球場举行，比赛双方是日本和卡塔尔。日本第五次杀入决赛，该队前四次决赛的成绩斐然。卡塔尔则是第一次参加比赛，在前六场比赛中保持着零封对手的纪录。最终，卡塔尔 3-1 取胜，首次获得亚洲杯冠军，同時日本首次输掉亚洲杯决赛。

## 场馆

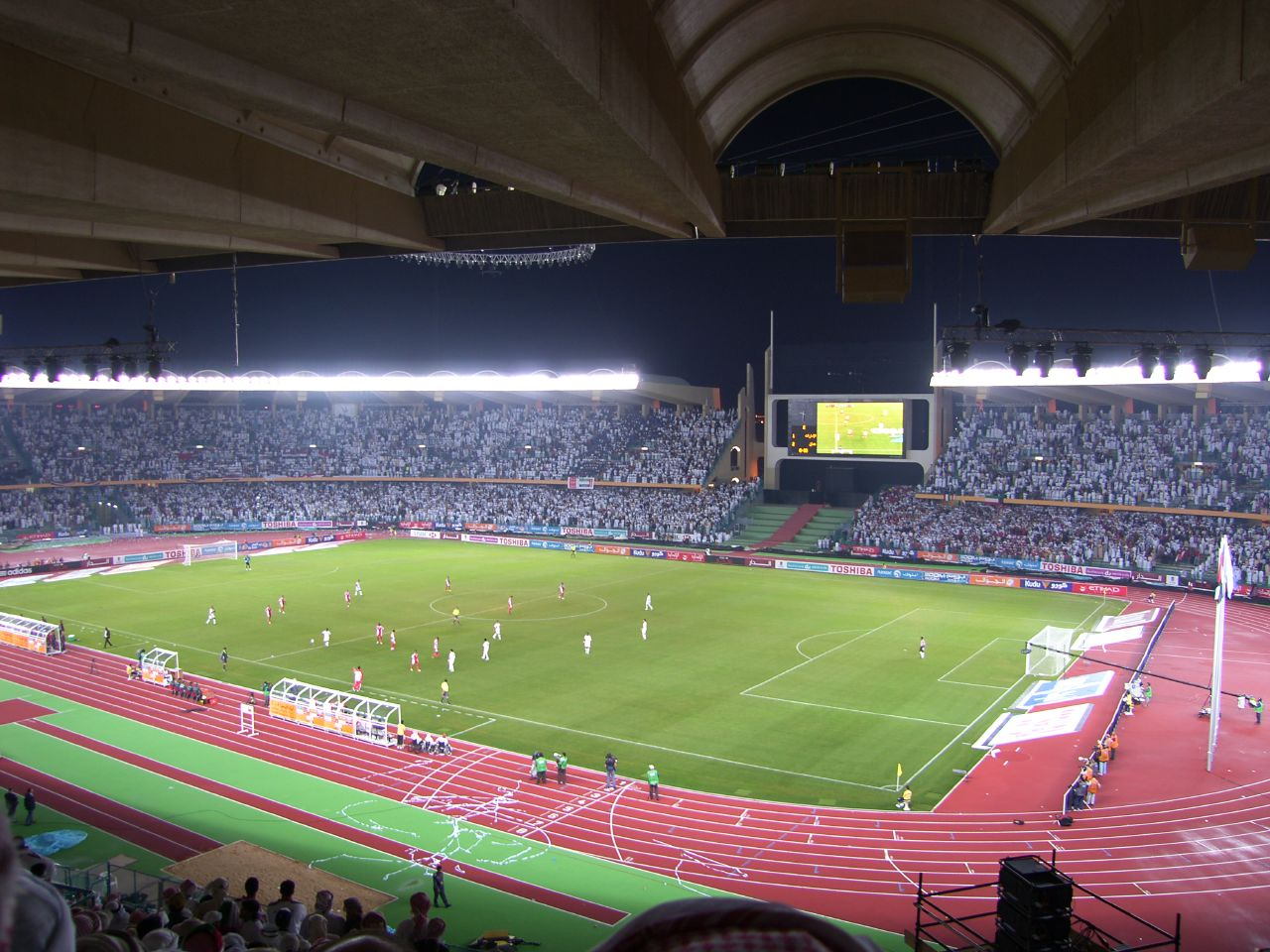
决赛举办球场薩耶德體育城球場

阿布扎比的薩耶德體育城球場是阿联酋最大的球场，它将举办本届亚洲杯决赛。球场建于1980年，可容纳43000名观众，是阿联酋的主场。1996年亞足聯亞洲盃决赛和多届国际足联俱乐部世界杯决赛（最近是在2018年）在此举行。2015年，迪拜道路和运输管理局征求独立竞标，争取为亚洲杯决赛兴建容纳6万人的球场，但萨伊德最终成为了赛事揭幕战和决赛场地。

## 晉級过程
| 排名 | 隊伍 | 賽 | 分 |
| ---- | ---- | -- | -- |
| 1    | 日本 | 3  | 9  |
| 2    |      | 3  | 6  |
| 3    | 阿曼 | 3  | 3  |
| 4    |      | 3  | 0  |

| 排名 | 隊伍         | 賽 | 分 |
| ---- | ------------ | -- | -- |
| 1    |              | 3  | 9  |
| 2    | 沙烏地阿拉伯 | 3  | 6  |
| 3    | 黎巴嫩       | 3  | 3  |
| 4    |              | 3  | 0  |

### 日本

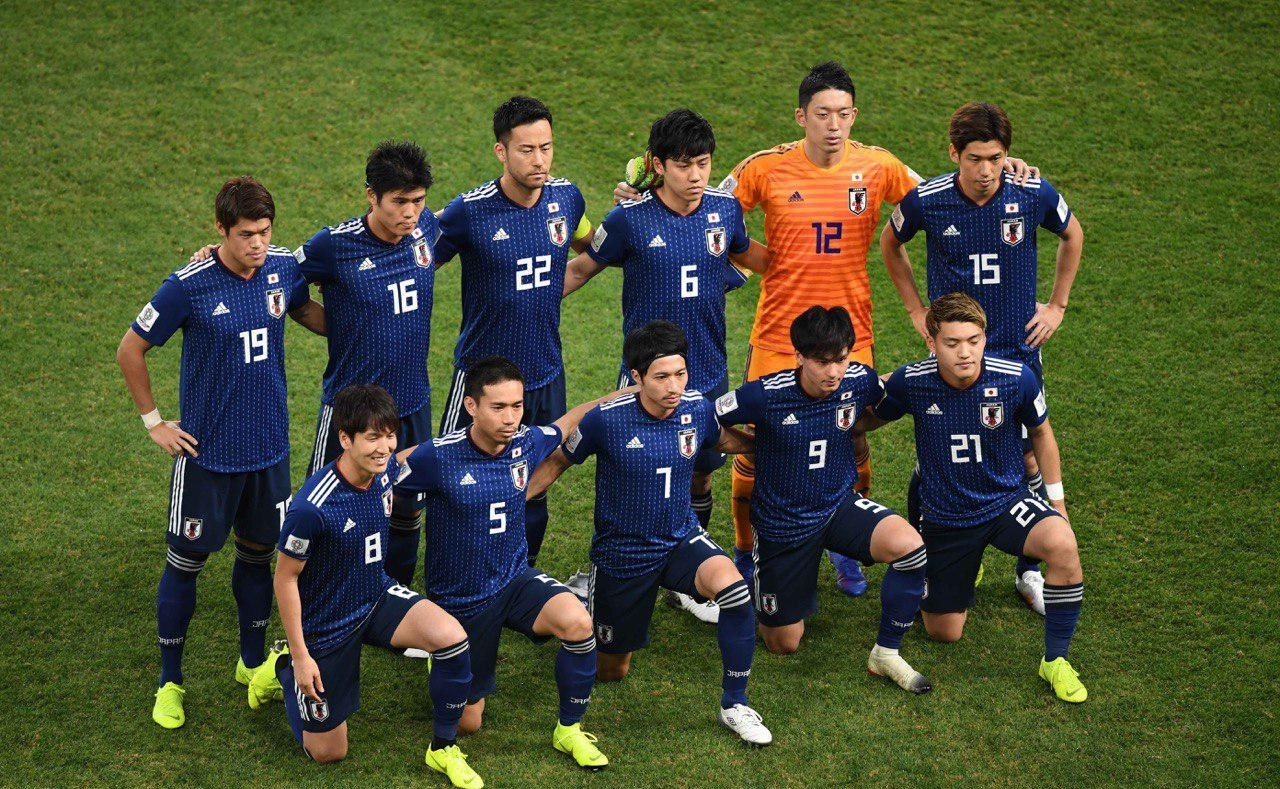
日本队半决赛对阵的首发阵容

日本队是亚洲杯成绩最优秀的球队，历史上四次夺冠，最近一次是在2011年。预选赛阶段，球队共破门27次，一球未失，以七胜一平的成绩E组榜首出线。2018年世界杯足球赛16强赛遭淘汰后，球队教练西野朗被森保一换下，森保将协助西野训练U-23队，备战2020年夏季奥林匹克运动会。森保在挑选亚洲杯阵容时，特地弃用了几位老将，包括中场香川真司和前锋岡崎慎司，让身强力壮的球员在国际比赛中亮相。在森保的带领下，球队在亚洲杯开赛前赢得五场比赛。
球队亚洲杯首场比赛迎战土库曼斯坦。第26分钟，阿爾斯蘭米拉特·阿曼諾夫远距离成功突破日本队大门，将半场比赛拖到1–0。下半场，日本队保持领先，大迫勇也在第56分钟和第60分钟斩获两元，11分钟后堂安律再下一城。第78分钟，阿密特·阿塔优夫任意球破门，比分扳回3–2。森保意识到球队在迎战土库曼斯坦时的艰辛，赞扬球员的表现，也表示他们需要改进，才能在小组赛阶段出线。第二场比赛的对手是阿曼，日本队确实多次破门机会，直到第28分钟原口元气铲球被判罚任意球，成功破门。阿曼因手球被罚任意球后，上半场比分定格在1–0，日本获得参加淘汰赛资格。小组赛阶段最后一场对阵乌兹别克斯坦的比赛中，森保采用全新的首发阵容。比赛第40分钟乌兹别克斯坦成功破门后，武藤嘉纪在第43分钟头球破门，之后盐谷司远距离成功破门。比分定格2–1，日本队成功以F组头名出线。
16强赛，武士蓝迎战沙特阿拉伯。球队阵容和小组赛前两场相似，防守端发挥出色。第20分钟，富安健洋头槌破门，日本以1–0战胜沙特人。纵观全场比赛，日本队在控球率和射门次数上均占上风。四分之一决赛在日本和越南之间展开，视频助理裁判系统首次派上用场。第25分钟系统判定日本手球，进球无效。第57分钟，堂安律任意球破门，日本1–0获胜。外界批评日本在小组赛和淘汰赛的打法依赖净胜一球进军半决赛，森保则为球队的结果辩护。半决赛对手是排名较高但未进一球的伊朗。日本在下半场改善进攻战术，大迫勇也在第56分钟头球破门，又于第67分钟因手球判罚的任意球破门。原口元气在补时阶段又下一城，日本队最终以3–0第五次进军决赛。

### 卡塔尔

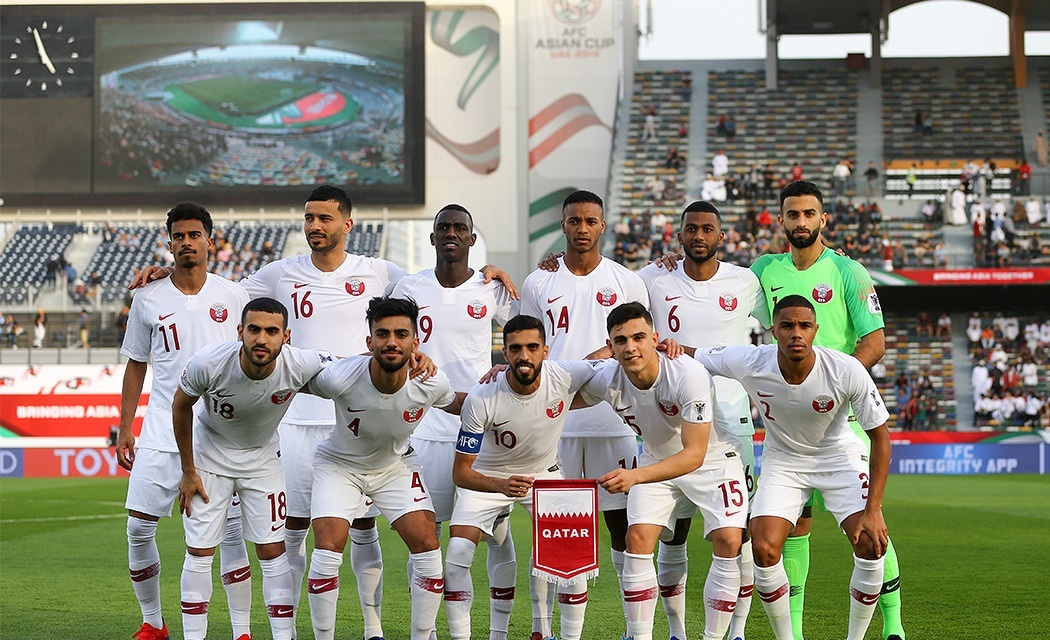
卡塔尔四分之一决赛对阵的首发阵容

卡塔尔参加过九届世界杯，2000年和2011年小组赛出线，惜败于四分之一决赛。该国是2022年世界杯足球赛举办地，已经获得参赛资格，这促使他们开始备战世界杯正赛。前巴塞罗那青训教练菲利克斯·桑切斯2017年获委任为U-23和成年国家队教练，他培养以進攻为导向的打法，利用世界杯展现年轻人才。
在亚洲杯外围赛第二轮，卡塔尔7胜1负，以15–0的成绩打破不丹的获胜分差。尽管如此，卡塔尔在2018年世界杯足球赛资格赛的10场比赛中输了7球，小组垫底，没能进军世界杯。桑切斯组建了一支年轻的球队，囊括11位主要来自国内联赛俱乐部阿尔萨德和杜海勒的U-22球员，还有在他执教生涯中赢得2014年亞足聯U-19錦標賽的球员。两轮热身赛中，卡塔尔爆冷门，1–0战胜瑞士，2–2打平冰岛。卡塔尔和沙特阿拉伯率领的中东及穆斯林国家之间仍在持续的外交争端使球队深受影响，球队航班需要转机，目前联合会官员和记者都被阿联酋拒绝入境。
球队在E组的首场比赛对阵黎巴嫩，中后卫巴萨姆·拉维和前锋阿尔莫埃斯·阿里各自贡献一球，锁定2–0胜局。卡塔尔首次赢得在他国举行的亚洲杯比赛。第二场比赛迎战朝鲜，阿里上演大四喜，将比分拉到6–0，进军淘汰赛。小组最后一场比赛迎战排名第二的沙特阿拉伯。由于两国互对彼此海陆空封锁，比赛被誉为“封锁国德比”，最终阿里连下两城，卡塔尔获胜。
16强赛对阵伊拉克，1–0获胜。第62分钟，巴薩姆·阿爾·拉維直接任意球破门。之后，卡塔尔四分之一决赛迎战2015年亚军韩国，第78分钟阿卜杜勒阿齊茲·哈特姆破门1–0锁定胜局，进军半决赛对战东道国阿联酋。半决赛又是一场“封锁国德比”，比赛期间阿联酋的球迷向卡塔尔球员投掷凉鞋和水瓶。第22分钟，布阿莱姆·胡赫取得开门红，之后阿里第37分钟完成个人联赛第八个进球，追平伊朗人阿里·代伊在1996年创下的纪录。第80分钟，哈桑·海多斯攻入一球，替补球员哈米德·伊斯梅尔再入一球，卡塔尔4–0首次进军亚洲杯决赛。他们也成为继2015年的韩国后，第二支零封的决赛球队。

## 赛前

### 裁判

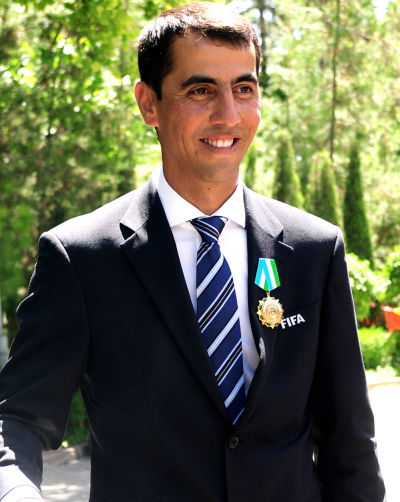
决赛主裁判拉夫山·伊爾馬托夫

2019年1月30日，亚足联宣布烏茲別克裁判拉夫山·伊爾馬托夫率领决赛裁判队伍。拉夫山此前曾执法三届世界杯足球赛、2012年伦敦奥运会、国际足联俱乐部世界杯和国际足联联合会杯。这场比赛是伊尔马托夫在本届亚洲杯执法的第五场比赛，之前他负责两场小组赛和两场淘汰赛的裁判。他的同胞阿卜杜哈米杜洛·拉苏洛夫和雅克霍吉尔·萨伊多夫（Jakhongir Saidov）当选助理裁判，中国裁判马宁担任第四裁判。意大利人保罗·瓦莱里被提名为视频助理裁判，主持首次在亚洲杯使用的该技术。新加坡人穆罕默德·塔基·阿尔·贾法里和澳大利亚人克里斯·比思为视频助理裁判助理。

### 卡塔尔球员资格
2019年1月30日，东道主在半决赛输给卡塔尔后，阿拉伯联合酋长国足球协会认为卡塔尔的苏丹籍球员阿尔莫埃斯·阿里和伊拉克籍后卫巴萨姆·拉维不符合参赛资格，向亚洲杯申诉。申诉的根据是国际足联规定第7条：“球员年满18岁，在有关足球协会所属地区连续居住至少五年”。阿联酋认为阿里和拉维年满18岁后未在卡塔尔连续住至少五年，尽管两名球员声称他们的母亲在卡塔尔出生。2019年2月1日，离开赛还有几个小时，亚足联纪律和道德委员会裁定阿联酋申诉无效，支持卡塔尔。

## 赛况

### 综述
比赛于当地时间晚上6点在阿布扎比的薩耶德體育城球場正式打响。前往现场观赛的人数达36,776人，其中有数千名阿曼球迷。开场不久，日本获得两次定点球机会，但没能破门。第12分钟，卡塔尔的阿尔莫埃斯·阿里接过阿克拉姆·阿菲夫传来的球，从14米远处倒挂破门。凭借着这个个人亚洲杯第九个进球，阿里超过阿里·代伊，成为亚洲杯进球最多的球员。第27分钟阿卜杜勒阿齊茲·哈特姆再为球队攻下一城，从22米处越过日本门将权田修一顶部死角破门。
半场结束前后日本重新获得控球权，有过多次进球的机会，包括多个角球和武藤嘉纪的头球，都没能给日本带来破门机会。第56分钟，卡塔尔在反击中获得破门机会，但哈特姆射门时球飞出横梁。第69分钟，南野拓实近距离破门，将比分改写成2–1，卡塔尔的大门被日本队首次攻破。第82分钟，视频助理裁判判定日本队队长吉田麻也拦截卡塔尔的角球出现手球，卡塔尔获得罚球。阿克拉姆·阿菲夫依靠罚球成功破门，最终以3–1给比赛定局。

### 詳情
| 2019年2月1日 18:00 GST |

| 日本           | 1–3  |                                                                             |
| -------------- | ---- | --------------------------------------------------------------------------- |
| - 南野拓實 69' | 報告 | - 阿尔莫埃斯·阿里 12' - 阿卜杜勒阿齊茲·哈特姆 27' - 阿克拉姆·阿菲夫 83'（） |

| 薩耶德體育城球場，阿布扎比 觀眾人數：36,776 ：拉夫山·伊爾馬托夫（烏茲別克） |

| 日本 | 卡塔尔 |

| GK     | 12 | 权田修一     |     |     |
| RB     | 19 | 酒井宏樹     | 86' |     |
| CB     | 16 | 富安健洋     |     |     |
| CB     | 22 | 吉田麻也 (c) | 82' |     |
| LB     | 5  | 长友佑都     |     |     |
| RM     | 8  | 原口元气     |     | 62' |
| CM     | 7  | 柴崎岳       | 20' |     |
| CM     | 18 | 鹽谷司       |     | 84' |
| LM     | 21 | 堂安律       |     |     |
| CF     | 15 | 大迫勇也     |     |     |
| CF     | 9  | 南野拓實     |     | 89' |
| 後備:  |    |              |     |     |
| RM     | 13 | 武藤嘉紀     |     | 62' |
| CM     | 14 | 伊東純也     |     | 85' |
| CF     | 10 | 乾貴士       |     | 89' |
| 教練:  |    |              |     |     |
| 森保一 |    |              |     |     |

| GK              | 1  | 萨德·谢布             |       |       |
| RB              | 2  | 罗罗                  | 90+3' |       |
| CB              | 16 | 布阿莱姆·胡赫         |       | 61'   |
| CB              | 4  | 塔里克·萨勒曼         |       |       |
| LB              | 3  | 阿卜杜勒卡里姆·哈桑   |       |       |
| CM              | 23 | 艾森·馬迪保           |       |       |
| CM              | 6  | 阿卜杜勒阿齊茲·哈特姆 |       |       |
| RW              | 15 | 巴萨姆·拉维           |       |       |
| AM              | 10 | 哈桑·海多斯 (c)       |       | 74'   |
| LW              | 11 | 阿克拉姆·阿菲夫       | 84'   |       |
| CF              | 19 | 阿尔莫埃斯·阿里       |       | 90+5' |
| 後備：          |    |                       |       |       |
| CB              | 14 | 塞勒姆·哈吉里         |       | 61'   |
| AM              | 12 | 卡里姆‧布迪亚夫       |       | 74'   |
| CF              | 7  | 艾哈迈德·阿拉尔丁     |       | 90+5' |
| 教練:           |    |                       |       |       |
| 菲利克斯·桑切斯 |    |                       |       |       |

| 最佳球員： 阿克拉姆·阿菲夫（卡塔尔） 助理裁判： 阿卜杜哈米杜洛·拉苏洛夫 (烏茲別克) 雅克霍吉尔·萨伊多夫 (烏茲別克) 第四裁判: 馬寧（中國） 预备助理裁判: 霍伟明（中國） 影像輔助裁判: 保罗·瓦莱里 (義大利) 助理影像輔助裁判: 穆罕默德·塔基·阿尔·贾法里（新加坡） 克里斯·比思（澳洲） | 賽事規則 - 90分鐘常規時間。 - 若然平手會進行30分鐘加時賽。 - 若仍然平手，會以互射十二碼決勝。 - 最多3個換人名額。 |

## 赛后

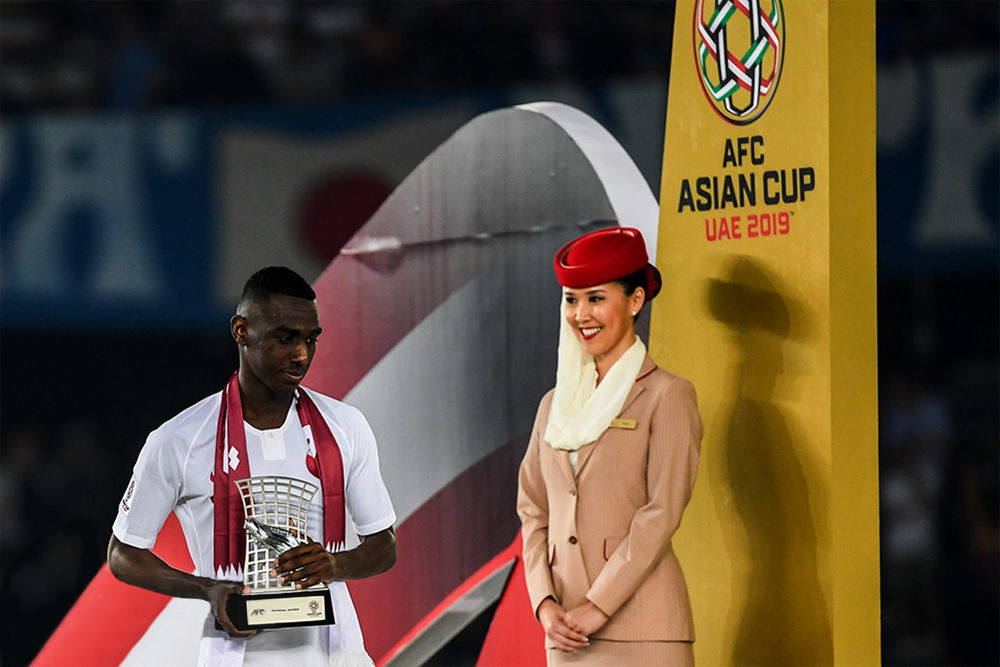
阿尔莫埃斯·阿里赢得联赛最有价值球员和进球最多奖

战胜日本的卡塔尔赢得了首个亚洲杯冠军，成为第九个赢得亚洲冠军的国家队。此前，他们从未在半决赛出现。日本保持六连胜的纪录后，在比赛中首次落败，是他们四次赢得决赛后的首次输球。卡塔尔以全取七胜的完美战绩结束比赛。全新的比赛用球和奖杯首次在比赛中亮相，视频助理裁判在亚洲杯决赛中首次使用。
超越伊朗球员阿里·代伊，创下9个亚洲杯进球纪录的阿尔莫埃斯·阿里被提名为亚洲杯最有价值球员，他成为在比赛中进球最多的球员。门将萨德·谢布六次成功堵截，本届比赛中仅在决赛中输给南野拓实，成为最佳守门员。卡塔尔的阿克拉姆·阿菲夫当选决赛最佳球员，他在比赛中贡献了1个点罚进球和2次助攻。总体上看，他在本届比赛中贡献10次进球，属联赛最多。亚军日本犯规纪录良好，赢得公平竞赛奖。
凭借着亚洲杯冠军，卡塔尔获得参加2021年国际足联联合会杯的资格。球队此前计划以东道主身份直接参赛，但国际足联于2015年宣布比赛在另外的亚足联国家举办。两支决赛球队获邀参加2019年美洲國家盃。

## 另見
- 2019年亞足聯亞洲盃淘汰賽
- 2021年洲際國家盃

## 外部連結
- 官方网站